# USA:s utbildningsminister
USA:s utbildningsminister (engelska: Secretary of Education) är chef för USA:s utbildningsdepartement (Department of Education).
Ministern, som är medlem i kabinettet, utses av presidenten med senatens godkännande.
Utbildningsministern ingår i successionsordningen för USA:s president.

## Lista över USA:s utbildningsministrar
| Nr | Bild | Namn               | Tillträdde        | Avgick            | Parti      | Utnämnd av       |
| -- | ---- | ------------------ | ----------------- | ----------------- | ---------- | ---------------- |
| 1  |      | Shirley Hufstedler | 30 november 1979  | 20 januari 1981   | Demokrat   | Jimmy Carter     |
| 2  |      | Terrel Bell        | 22 januari 1981   | 20 januari 1985   | Republikan | Ronald Reagan    |
| 3  |      | William Bennet     | 6 februari 1985   | 20 september 1988 | Republikan | Ronald Reagan    |
| 4  |      | Lauro Cavazos      | 20 september 1988 | 12 december 1990  | Demokrat   | George H.W. Bush |
| 5  |      | Lamar Alexander    | 22 mars 1991      | 20 januari 1993   | Republikan | George H.W. Bush |
| 6  |      | Richard Riley      | 21 januari 1993   | 20 januari 2001   | Demokrat   | Bill Clinton     |
| 7  |      | Rod Paige          | 20 januari 2001   | 20 januari 2005   | Republikan | George W. Bush   |
| 8  |      | Margaret Spellings | 20 januari 2005   | 20 januari 2009   | Republikan | George W. Bush   |
| 9  |      | Arne Duncan        | 21 januari 2009   | 1 januari 2016    | Demokrat   | Barack Obama     |
| 10 |      | John King Jr.      | 14 mars 2016      | 20 januari 2017   | Demokrat   | Barack Obama     |
| 11 |      | Betsy DeVos        | 7 februari 2017   | 8 januari 2021    | Republikan | Donald Trump     |
| 12 |      | Miguel Cardona     | 2 mars 2021       | 20 januari 2025   | Demokrat   | Joe Biden        |
| 12 |      | Linda McMahon      | 3 mars 2025       |                   | Republikan | Donald Trump     |